# GGPS1
GGPS1 (англ. Geranylgeranyl diphosphate synthase 1) – білок, який кодується однойменним геном, розташованим у людей на короткому плечі 1-ї хромосоми. Довжина поліпептидного ланцюга білка становить 300 амінокислот, а молекулярна маса — 34 871.
| 10         |  | 20         |  | 30         |  | 40         |  | 50         |
| ---------- |  | ---------- |  | ---------- |  | ---------- |  | ---------- |
| MEKTQETVQR |  | ILLEPYKYLL |  | QLPGKQVRTK |  | LSQAFNHWLK |  | VPEDKLQIII |
| EVTEMLHNAS |  | LLIDDIEDNS |  | KLRRGFPVAH |  | SIYGIPSVIN |  | SANYVYFLGL |
| EKVLTLDHPD |  | AVKLFTRQLL |  | ELHQGQGLDI |  | YWRDNYTCPT |  | EEEYKAMVLQ |
| KTGGLFGLAV |  | GLMQLFSDYK |  | EDLKPLLNTL |  | GLFFQIRDDY |  | ANLHSKEYSE |
| NKSFCEDLTE |  | GKFSFPTIHA |  | IWSRPESTQV |  | QNILRQRTEN |  | IDIKKYCVHY |
| LEDVGSFEYT |  | RNTLKELEAK |  | AYKQIDARGG |  | NPELVALVKH |  | LSKMFKEENE |
|            |  |            |  |            |  |            |  |            |

A: Аланін

C: Цистеїн

D: Аспарагінова кислота

E: Глутамінова кислота

F: Фенілаланін

G: Гліцин

H: Гістидин

I: Ізолейцин

K: Лізин

L: Лейцин

M: Метіонін

N: Аспарагін

P: Пролін

Q: Глутамін

R: Аргінін

S: Серин

T: Треонін

V: Валін

W: Триптофан

Кодований геном білок за функцією належить до трансфераз. 
Задіяний у такому біологічному процесі як ацетиляція. 
Білок має сайт для зв'язування з іонами металів, іоном магнію. 
Локалізований у цитоплазмі.